# Nevadadromeus

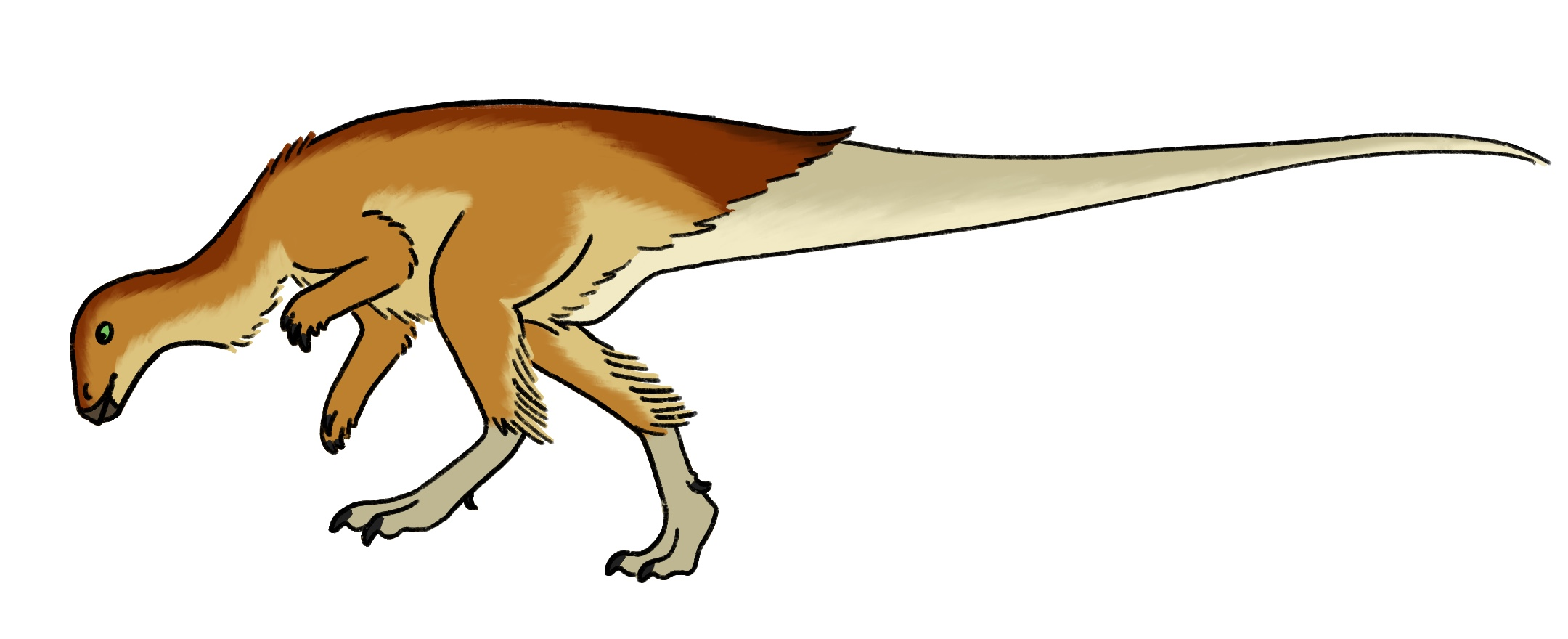
Reconstitution de Nevadadromeus schmitti.

Nevadadromeus schmitti
Genre
Espèce
Nevadadromeus (signifiant « coureur du Nevada » ) est un genre fossile de petits dinosaures Ornithischia Thescelosaurinae, provenant de la formation Willow Tank du Nevada, aux États-Unis. Le genre monotypique contient une seule espèce fossile, Nevadadromeus schmitti, qui représente le premier dinosaure non aviaire nommé au Nevada.

## Découverte et dénomination
Le spécimen holotype de Nevadadromeus, NSC 2008-002, a été découvert près de la Vallée de feu en 2008 et les ossements ont été préparés pour un événement à Henderson, Nevada en 2021. Un second Ornithopoda du Nevada, un Hadrosauridae, a également été divulgué lors de l'événement, mais il n'est pas prêt à être exposé au public avant au moins 2022. Nevadadromeus est officiellement publié en octobre 2022,.
En 2022, Bonde et al. ont décrit Nevadadromeus comme un nouveau genre et une nouvelle espèce de Thescelosaurinae. Le nom générique, « Nevadadromeus », combine une référence au Nevada, l'état dans lequel l'holotype a été découvert, avec le grec « dromeus », qui signifie « coureur ». Le nom spécifique, « schmitti », honore le géologue James G. Schmitt, qui a initialement décrit la géologie de la formation Willow Tank.

## Classification
Les restes fossiles de Nevadadromeus contiennent des caractéristiques des Thescelosaurinae et des Orodrominae, mais les descripteurs estiment qu'il s'agit plus probablement d'un Thescelosaurinae. Cela en fait le membre le plus ancien de sa sous-famille en Amérique du Nord, car tous les autres Thescelosaurinae datent du Maastrichtien.

### Publication originale
- [2022] Joshua W. Bonde, Rebecca L. Hall, L. J. Krumenacker et David J. Varricchio, « Nevadadromeus schmitti (gen. et sp. nov.), a New Basal Neornithischian with Affinities to the Thescelosaurinae, from the Upper Cretaceous (Cenomanian) Willow Tank Formation of Southern Nevada », Journal of the Arizona-Nevada Academy of Science, vol. 50, no 1,‎ 14 octobre 2022, p. 1-8 (ISSN 0193-8509, DOI 10.2181/036.050.0101, lire en ligne, consulté le 10 novembre 2022).